# Hildegard De Azevedo Gurgel
Hildegard (Macapá),  é um político brasileiro, filiado ao UNIÃO. Nas eleições de 2022, foi eleito deputado estadual pelo AP.